# Nicolas About
Pour les articles homonymes, voir About.
Nicolas About, né le 14 juillet 1947 au Chesnay, est un homme politique français, ancien député puis sénateur des Yvelines, membre du CSA de 2011 à 2017.

## Biographie
Médecin de formation, membre du Mouvement démocrate-socialiste, il est élu maire de Montigny-le-Bretonneux en 1977 puis député l'année suivante, devenant ainsi le plus jeune député-maire de France. Il perd son mandat de député lors de l'alternance en 1981.
Il devient ensuite sénateur des Yvelines le 24 septembre 1995, puis réélu le 26 septembre 2004. Il est élu président du groupe Union centriste le 7 juillet 2009. Le 25 janvier 2010, il rejoint la liste de la majorité présidentielle menée par Valérie Pécresse pour les élections régionales en Île-de-France et se « met en congé » du Mouvement démocrate (MoDem), sans toutefois le quitter, le jugeant « enfermé dans une posture d'opposition systématique ».
Le 21 janvier 2011, Gérard Larcher président du Sénat, le nomme au Conseil supérieur de l'audiovisuel ce qui met fin automatiquement à ses mandats électifs le 23 janvier, date à laquelle la nomination devient effective. Sa suppléante Roselle Cros lui succède au Sénat.
La principale avenue de Montigny-le-Bretonneux porte son nom.

## Détail des mandats et fonctions
- Maire de Montigny-le-Bretonneux de 1977 à 2004
- Député de la 8e circonscription des Yvelines de 1978 à 1981
- Sénateur des Yvelines de 1995 à 2011
- Conseiller régional d'Île-de-France de 2004 à 2011
- Conseiller général des Yvelines de 1988 à 1994
- Président de l'Office parlementaire d'évaluation des politiques de santé pour les années 2004, 2006 et 2008
- Membre du CSA de janvier 2011 à janvier 2017

### Résultats électoraux
| Candidat       | Candidat              | Parti                | Premier tour | Premier tour | Second tour | Second tour |  |
| Candidat       | Candidat              | Parti                | Voix         | %            | Voix        | %           |  |
| -------------- | --------------------- | -------------------- | ------------ | ------------ | ----------- | ----------- |  |
|                | Nicolas About sortant | UDF (PR)             | 40 964       | 44,30        | 45 648      | 46,61       |  |
|                | Guy Malandain élu     | PS                   | 34 744       | 37,57        | 52 287      | 53,39       |  |
|                | Jacqueline Hoffmann   | PCF                  | 11 037       | 11,94        |             |             |  |
|                | Michel Grassart       | MRG                  | 1 586        | 1,72         |             |             |  |
|                | Jean-Yves Métayer     | Extrême gauche (PSU) | 1 520        | 1,64         |             |             |  |
|                | Denis Despré          | Divers droite (MDD)  | 1 178        | 1,27         |             |             |  |
|                | Jean-Claude Cotentin  | Extrême gauche (LO)  | 834          | 0,90         |             |             |  |
|                | Didier Malinosky      | Extrême gauche (LCR) | 606          | 0,66         |             |             |  |
|                |                       |                      |              |              |             |             |  |
| Inscrits       | Inscrits              | Inscrits             | 129 279      | 100,00       | 129 344     | 100,00      |  |
| Abstentions    | Abstentions           | Abstentions          | 35 769       | 27,67        | 30 278      | 23,41       |  |
| Votants        | Votants               | Votants              | 93 510       | 72,33        | 99 066      | 76,59       |  |
| Blancs et nuls | Blancs et nuls        | Blancs et nuls       | 1 041        | 1,11         | 1 131       | 1,14        |  |
| Exprimés       | Exprimés              | Exprimés             | 92 469       | 98,89        | 97 935      | 98,86       |  |